# Towarzysze Jehudy
 Towarzysze Jehudy  (fr. Les compagnons de Jehu) – powieść historyczno-przygodowa Aleksandra Dumasa, której akcja rozgrywa się w czasach Dyrektoriatu i Konsulatu w południowej Francji.

## Treść
W południowej Francji działa nielegalne, ściśle zakonspirowane stowarzyszenie Towarzysze Jehudy, które stawia sobie za cel restaurację monarchii Burbonów w kraju. Obdarzeni straceńczą odwagą młodzi ludzie pod wodzą szlachcica ukrywającego się pod pseudonimem Morgan napadają na konwoje z rządowymi pieniędzmi w celu zdobycia środków na zbrojny przewrót. Centrum ich działań stanowi opuszczony klasztor kartuzów; oni sami używają między sobą religijnej symboliki. W celu poznania zasad funkcjonowania grupy i tym samym położenia podwalin pod jej zniszczenie Napoleon Bonaparte wysyła młodego porucznika Rolanda Ludwika de Montrevela, podróżującego w towarzystwie Anglika, sir Johna Tanlaya. Tymczasem siostra Rolanda, Amelia, jest z wzajemnością zakochana w Morganie, którego zna pod imieniem Karola.
Początkowo całkowicie bezskuteczna misja de Montrevela nabiera tempa, kiedy dowiaduje się on od wiejskich chłopów, że w opuszczonym klasztorze zamieszkały „duchy”. Odważny młodzieniec udaje się do ruin, gdzie jedyną postacią, którą spotyka, jest figura przypominająca ducha. Zjawa twierdzi, że jest widmem człowieka zabitego ongiś przez Rolanda w pojedynku. Wizyta w klasztorze za dnia pozwala Rolandowi i sir Johnowi przekonać się jednak, że na terenie obiektu istnieją tajne przejścia i schody. Tanlay udaje się do ruin w następną noc, gdzie odkrywa posiedzenie Towarzyszy Jehudy, zostaje jednak zdemaskowany i ciężko raniony sztyletem. Towarzysze pozbywają się ciała, przekonani o jego śmierci.
Roland zostaje wezwany do Paryża, gdzie Napoleon Bonaparte dokonuje zamachu stanu i ogłasza się Pierwszym Konsulem. Spotyka tam Morgana, występującego w roli posłańca od hrabiego Prowansji uważającego się za prawowitego króla Francji. Poznaje go; widział go wcześniej, kiedy Morgan oddał pieniądze kupcowi obrabowanemu przez pomyłkę razem z rządowym konwojem. Chce wyzwać Towarzysza Jehudy na pojedynek w zemście za to, co stało się z sir Johnem. Morgan jednak odmawia. W kolejnym napadzie Towarzysze Jehudy zabierają rządowe pieniądze z karety, w której jechała hrabina de Montrevel; myśląc, że może być pewien jej dyskrecji, Morgan występuje bez maski. W tym samym czasie Roland de Montrevel posłuje do wodza szuanów Cadoudala, by przekonać go do przejścia na służbę Bonapartego.
Z rozkazu ministra spraw wewnętrznych Fouchego rozpoczyna się ostateczna obława przeciwko Towarzyszom Jehudy. Morgan i Amelia planują wspólną ucieczkę za granicę, jednak w ostatniej chwili ten pierwszy słyszy sygnał wzywający do walki. W starciu z wojskami rządowymi Towarzysze Jehudy zostają rozbici, przywódcy - Morgan i trzech jego przyjaciół - stają przed sądem. Wydaje się jednak, że z braku jednoznacznych dowodów wyrok skazujący na śmierć przez zgilotynowanie nie będzie mógł zostać wydany. Decydującym dowodem okazuje się być zeznanie pani de Montrevel, która - wprowadzona w błąd przez sędziów - wskazuje człowieka, którego niegdyś widziała bez maski.
Skazani mają zostać straceni, jednak w ostatnią noc dzięki pomocy Amelii otrzymują pistolety i sztylety. Widząc, że ucieczka z więzienia będzie mimo to niemożliwa, trzech z nich popełnia samobójstwo na oczach tłumu. Jedynie Morgan, mimo zadania sobie trzech ciosów nożem, nie umiera i zostaje zgilotynowany, wymawiając imię Amelii. Dziewczyna umiera z żalu i bólu kilka dni później. Roland, szukając śmierci, prowokuje pojedynek z lordem Tanlayem, który jednak celowo strzela tak, by go nie zranić. W kilka miesięcy później ginie w bitwie.

## Inspiracje historyczne i cechy utworu
Towarzysze Jehudy są powieścią mocno zakorzenioną w konkretnej historycznej rzeczywistości. Zarówno tytułowe stowarzyszenie, jak i jego konspiracyjne praktyki są całkowicie prawdziwe. W utworze opisane zostały lub wspomniane również inne wydarzenia związane z walką stronnictw politycznych po wielkiej rewolucji francuskiej: szuaneria, lądowanie rojalistów na Quiberon, działalność rojalistycznych emigrantów na rzecz restauracji monarchii. Równocześnie zgodnie ze swoją techniką pisarską Dumas łączy historyczne tło z postaciami fikcyjnymi oraz dramatycznym wątkiem miłosnym. Utwór jest uważany za jedną z lepiej skonstruowanych późnych powieści Dumasa.